# Алинівка (Малинська волость)
Алинівка (рос. Алиновка) — колишня власницька колонія у Малинській волості Радомисльського повіту Київської губернії.

## Населення
В 1900 році в колонії нараховувалося 12 дворів та 75 мешканців, з них 40 чоловіків та 35 жінок.

## Історія
У 1900 році — колонія Малинської волості Радомишльського повіту. Відстань до повітового центру, м. Радомисль, складала 30 верст, до волосної управи в містечку Малин, де знаходилась також найближча телеграфна та поштова станція — 9 верст, до найближчої пароплавної станції «Чорнобиль» — 99 верст. Основним заняттям мешканців було рільництво, застосувалась трипільна система обробітку. Землі колонії, в кількости 110 десятин, були у власности Ганни Прошевської. Господарювали на землях орендатори — місцеві жителі.
Станом на 1924 рік не перебувала на обліку населених пунктів. Розташування не встановлено.